# جورنال آو متریال کمیستری
ژورنال آو متریال کمیستری(به انگلیسی: Journal of Materials Chemistry) مجله‌ای تخصصی در مورد دانش مواد از نوع داوری همتا بود که بین سال‌های ۱۹۹۱ تا ۲۰۱۲ توسط انجمن سلطنتی شیمی بریتانیا به چاپ می‌رسید.